# UFC Fight Night: MacDonald vs. Saffiedine
UFC Fight Night: MacDonald vs. Saffiedine è stato un evento di arti marziali miste tenuto dalla Ultimate Fighting Championship il 4 ottobre 2014 al Scotiabank Centre di Halifax, Canada.

## Retroscena
Questo fu il primo evento organizzato dalla UFC ad Halifax e il terzo evento in Canada dal 2014, dopo The Ultimate Fighter Nations Finale: Bisping vs. Kennedy e UFC 174: Johnson vs Bagautinov
Il Main Event prevedeva l'incontro, nella categoria dei pesi welter, tra Rory MacDonald e Tarec Saffiedine.
Paige VanZant doveva affrontare Kailin Curran, ma successivamente VanZant subì un leggero infortunio e il match venne spostato all'evento UFC Fight Night: Edgar vs. Swanson.
Aljamain Sterling doveva vedersela contro Mitch Gagnon. Tuttavia, Sterling subì un infortunio e venne sostituito da Rob Font. Tuttavia, ad una settimana dall'evento, Font venne rimosso dalla card per infortunio e sostituito da Roman Salazar.
Louis Gaudinot doveva affrontare Patrick Holohan. Successivamente Gaudinot si infortunò e venne sostituito da Chris Kelades.

## Risultati
|                  | Divisione       |                       |                 |                  | Metodo                                           | Round           | Tempo           | Premio          |
| Card principale  | Card principale | Card principale       | Card principale | Card principale  | Card principale                                  | Card principale | Card principale | Card principale |
| ---------------- | --------------- | --------------------- | --------------- | ---------------- | ------------------------------------------------ | --------------- | --------------- | --------------- |
|                  | Pesi Welter     | Rory MacDonald        | batte           | Tarec Saffiedine | KO Tecnico (pugni)                               | 3               | 1:28            | POTN            |
|                  | Pesi Gallo      | Raphael Assunção      | batte           | Bryan Caraway    | Decisione unanime (30-27, 30-27, 30-27)          | 3               | 5:00            |                 |
|                  | Pesi Leggeri    | Chad Laprise          | batte           | Yosdenis Cedeño  | Decisione unanime (30-27, 30-27, 30-27)          | 3               | 5:00            |                 |
|                  | Pesi Medi       | Elias Theodorou       | batte           | Bruno Santos     | Decisione unanime (29-28, 29-28, 29-28)          | 3               | 5:00            |                 |
|                  | Pesi Welter     | Nordine Taleb         | batte           | Li Jingliang     | Decisione non unanime (29-28, 28-29, 30-27)      | 3               | 5:00            |                 |
|                  | Pesi Gallo      | Mitch Gagnon          | batte           | Roman Salazar    | Sottomissione (rear-naked choke)                 | 1               | 2:06            |                 |
| Card preliminare |                 |                       |                 |                  |                                                  |                 |                 |                 |
|                  | Pesi Leggeri    | Daron Cruickshank     | batte           | Anthony Njokuani | Decisione unanime (30-27, 30-27, 30-27)          | 3               | 5:00            |                 |
|                  | Pesi Leggeri    | Olivier Aubin-Mercier | batte           | Jake Lindsey     | Sottomissione (americana invertita in triangolo) | 2               | 3:22            | POTN            |
|                  | Pesi Leggeri    | Paul Felder           | batte           | Jason Saggo      | Decisione non unanime (28-29, 29-28, 29-28)      | 3               | 5:00            |                 |
|                  | Pesi Mosca      | Chris Kelades         | contro          | Patrick Holohan  | Decisione unanime (29-28, 29-28, 29-28)          | 3               | 5:00            | FOTN            |
|                  | Pesi Welter     | Albert Tumenov        | batte           | Matt Dwyer       | KO (calcio in testa e pugno)                     | 1               | 1:03            |                 |
|                  | Pesi Gallo      | Pedro Munhoz          | batte           | Jerrod Sanders   | Sottomissione (ghigliottina)                     | 1               | 0:39            |                 |

## Premi
I lottatori premiati ricevettero un bonus di 50.000 dollari.
Legenda:
- FOTN: Fight of the Night (vengono premiati entrambi gli atleti per il miglior incontro dell'evento)
- POTN: Performance of the Night (viene premiato il vincitore per la migliore performance dell'evento)

## Incontri Annullati
|  | Divisione         |                   |        |                 | Motivo                           |
|  | ----------------- | ----------------- | ------ | --------------- | -------------------------------- |
|  | Pesi Paglia Donne | Paige VanZant     | contro | Kailin Curran   | VanZant subì un lieve infortunio |
|  | Pesi Gallo        | Aljamain Sterling | contro | Mitch Gagnon    | Sterling subì un infortunio      |
|  | Pesi Mosca        | Louis Gaudinot    | contro | Patrick Holohan | Gaudinot subì un infortunio      |
|  | Pesi Gallo        | Mitch Gagnon      | contro | Rob Font        | Font subì un infortunio          |